# Godspeed (DC Comics)
Godspeed, chamado também de August Heart, é um supervilão velocista fictício da DC Comics, criado por Joshua Williamson e Carmine Di Giandomenico. Heart era um detetive e um dos melhores amigos de Barry Allen na força policial. Godspeed fez uma primeira aparição durante uma das visões de Barry, alegando que vai matar todos.

## História
Quando August Heart confronta o Buraco Negro, um grupo que tinha roubado uma van que contém equipamentos dos Laboratórios S.T.A.R, ele reconhece o seu símbolo, que foi pintada com spray perto da cena do crime do seu irmão. August é baleado, mas antes que a bala possa atingi-lo ou Barry possa salvá-lo, August é atingido por um raio, a partir de uma Força de Aceleração da tempestade. Como velocista, August rebate a arma de fogo.
Depois de Barry revela ser o Flash, August cria o seu próprio traje e torna-se parceiro de Barry, que também que pretendia utilizar os seus poderes para resolver o assassinato de seu irmão. Depois de derrotar o Buraco Negro, os dois testemunham de outra tempestade da Força de Aceleração que atingiu mais cidadãos, transformando-os em velocistas. August ajuda Barry a derrotar quaisquer novos velocistas que usam seus novos poderes como criminosos. Os dois encontram a Dra. Meena Dhawan, uma nova velocista que criou um centro de treinamento da Força de Aceleração para ajudar os novos velocistas a controlarem seus poderes.
Em Central City, a chuva de raios tinha acertado mais de 500 pessoas, em uma pesquisa nos Laboratórios S.T.A.R., a doutora Meena Haw descobriu que quando um velocista corre junto com outro velocista o que correr mais rápido rouba sua velocidade e matando o colega. Em uma luta com um velocista, Barry Allen e August Heart conseguem roubar a velocidade do sujeito sem matar ele.
Quando Barry volta para o laboratório, vê todas os velocistas mortos (inclusive a doutora Meena Haw) e encontra Godspeed, um velocista novo com muita velocidade, Barry tenta lutar com ele é derrotado pois o novo velocista conseguiu fazer uma coisa que Barry nunca consegue fazer: se duplicar. Então, Barry descobre que ele era na verdade o August.

## Em outras mídias
- Em The Flash, da The CW, Godspeed aparece no episódio 18 da 5ª temporada. Ele é interpretado por B.D. Wong. Na série, August Heart é um velocista de 2049 que usa táquions e uma droga chamada Velocidade-9 para obter poderes. Ele derrota Nora Allen, a XS, em sua primeira luta, porém é derrotado depois que a heroína recebe aconselhamento de Eobard Thawne, o Flash Reverso. O showrunner da série Eric Wallace diz que o Godspeed está sendo "envolvido no mistério" na sétima temporada.[2]